# Agorafóbia

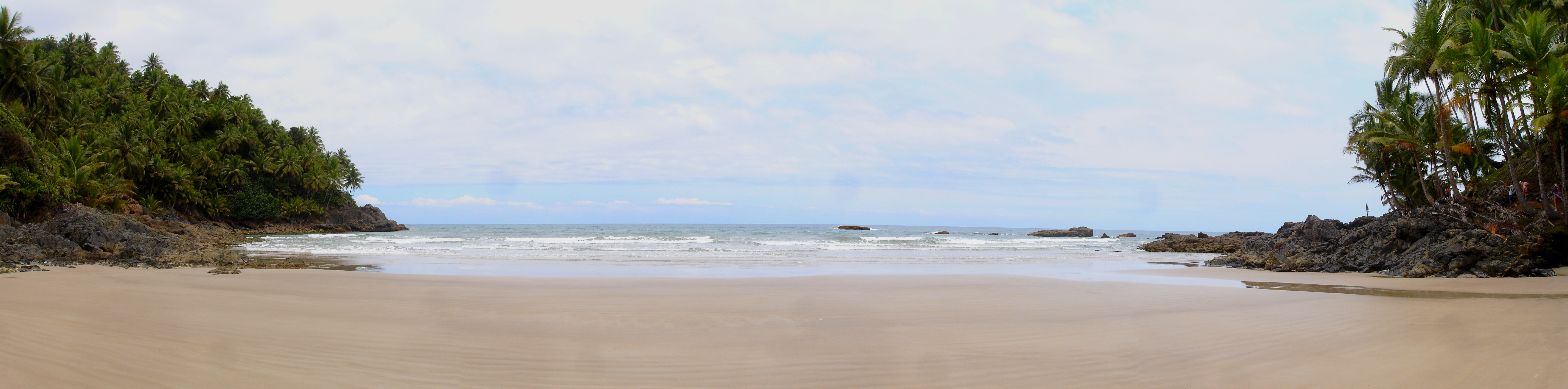
Van, akit a tengerpart tágassága is félelemmel tölt el

Az agorafóbia a görög agora (piactér) jelentésű szóból ered, a fóbia pedig valamitől való félelmet, rettegést jelent. Magyar fordításban az agorafóbia a nyílt tértől való félelmet jelenti (más szóval „tér-iszony”, bár ez a magaslati félelmet is jelentheti).

## Meghatározás
Az agorafóbia a pánikbetegség egyik fajtája, melyről akkor beszélhetünk, ha azok rendszeressé válnak, és a személy attól tartván, hogy hirtelen bekövetkeznek, szorongani kezd.
A zavar viszonylag ritkán fordul elő, az amerikai népesség mindössze 1,5-3,5 százalékánál alakulhat ki élete során valamikor. Tipikus megjelenési ideje a serdülőkor végétől a harmincas életévek közepéig terjedő időszak, és kezelés nélkül könnyen krónikussá válhat.
A pánikbetegek körülbelül felénél-harmadánál alakul ki agorafóbia. Az agorafóbiások rettegnek minden olyan helyzettől, ahonnan nem tudnának könnyen kiszabadulni, vagy szükség esetén nem kapnának segítséget, tehát félelmeik alapjául szolgálnak a szűk és körbezárt helyek, mint például a busz, a lift vagy a metró, illetve a minden irányban nyitott térségek, mint a tengerpart vagy rét. Ezek mind olyan helyek, ahonnan nem tudnának kiszabadulni pánikroham esetén, vagy nem lenne a közelben egyetlen olyan személy sem, aki azonnali segítséget tudna nyújtani. Rettegésük tárgyai között szerepel az is, hogy az esetleges pánikrohamukat mások is észreveszik, és nevetségessé válhatnak. Valójában azonban a pánikrohamok egy külső szemlélő számára nem tűnnek fel.
Az agorafóbiában szenvedő betegek minden olyan helyzetet elkerülnek, ahol roham törhet rájuk. Ennek következtében teljesen leszűkül a mozgásterük, csupán néhány biztonságos hely marad a számukra. Esetenként a biztonságos helyet csak saját otthonuk jelenti. Ritka esetben szánják rá magukat arra, hogy családtag vagy egy jó barát társaságában messzebbre is elmerészkedjenek. Ha ez meg is történik, nagyon rosszul érzik magukat, remegés, végtagok zsibbadása, izzadás törhet rájuk. Mindezzel, hogy az ő életterük szinte csak a lakásukra korlátozódik, együtt jár az is, hogy a család élete is jelentősen megváltozik.

## Kialakulási okok és tényezők
A fóbiák értelmezésében két nagy megközelítés ismert, a pszichodinamikus és a behaviorista elmélet képviselői által megfogalmazott megközelítések. Freud egyik leghíresebb és legvitatottabb elméletei közé tartozó pszichoanalitikus levezetés értelmében akkor alakulnak ki fóbiák, amikor az emberek a tudattalan motívumok és vágyak keltette szorongást az ezeket a motívumokat és vágyakat szimbolizáló tárgyakra helyezik át. Vele ellentétben a behavioristák, akik ragaszkodtak ahhoz, hogy a fóbiák nem holmi tudattalan szorongások, hanem a klasszikus és az operáns kondicionálás nyomán keletkeznek. Szerintük a legtöbb fóbiát valamilyen traumatikus élmény váltja ki, például egy gyereknek attól lesz víziszonya, hogy majdnem belefullad a tóba, attól lesz kutyafóbiája, hogy megharapja egy kutya és egy serdülő azért fél a nyilvános megszólásoktól, mert egyszer felelés közben a többiek kinevették az órán. Az eredetileg semleges ingerek (víz, kutya, nyilvános beszéd) mindhárom esetben szorongást okozó traumatikus élményekkel (fuldoklás, harapás, megszégyenülés) társulnak. A klasszikus kondicionálási folyamatokon keresztül az egyébként semleges inger képes lesz a továbbiakban szorongás kiváltására. Azokban az esetekben pedig, amikor valaki fóbiájának tárgyát elkerüléssel próbálja kiiktatni az életéből, az elkerülő viselkedés szorongáscsökkentő hatása az operáns kondicionálás elvei alapján erősödik meg és marad fenn. A fóbiák egy részét megfigyeléssel sajátítjuk el. A szüleit bizonyos helyzetekben félni látó gyerek hasonló körülmények közé kerülvén szintén félni fog.
Az agorafóbia valódi oka jelenleg ismeretlen. Sokan próbálkoztak már az agorafóbia kutatásával annak érdekében, hogy érvényes következtetéseket vonjanak le. A kialakulás feltételei között szerepelhetnek más viselkedési zavarok, stresszhatások vagy drogfogyasztás. A nyugtatók és altatópirulák, mint a benzodiazepin rendszeres szedése is tekinthető az agorafóbia okozójának. Amikor a benziodiazepin-függőséget kezelték, az absztinencia szakasz után a fóbia tünetei fokozatosan alábbhagytak.
A kutatók kapcsolatot látnak az agorafóbia és a térbeli eligazodás nehézségei között. Az agorafóbia nélkül élők képesek fenntartani az egyensúlyt a vesztibuláris- és vizuális rendszerükből kapott, valamint a proprioceptív érzékükből kapott információk között.
Meghatározatlan számú agorafóbiás rendelkezik gyenge vesztibuláris funkciókkal, tehát sokkal inkább megbíznak a látható és tapintható jelekben. Megzavarodhatnak a tájékozódásban, ha olyan helyre kerülnek, mint például egy hatalmas tér, vagy éppen egy borzasztó nagy tömeg, ahol a vizuális jelek nehezen kivehetőek, szétszóródnak. Hasonlóan rosszul érezhetik magukat egy lejtős vagy szabálytalan úttesten. A virtuális valóság-tanulmányokban az irányításokat összehasonlítva az agorafóbiások átlagban károsodtak a változó audiovizuális adatok feldolgozásában.

## Alternatív elméletek
Kötődéselmélet
Néhány tudós úgy magyarázza az agorafóbiát, mint egy kötődés deficitet, azaz az időleges elvesztését annak a képességnek, hogy toleráljuk a térbeli szeparációt a biztonságos közegünktől.
Térelmélet
Ez a megközelítés a modernitáshoz köti az agorafóbiát. Eszerint az agorafóbia kialakulásához olyan tényezők járulnak hozzá, mint az urbanizáció, vagy az autók megjelenése. Ezek a jelenségek a közterek expanzióját, és a privát szféra beszűkülését eredményezték, áthidalhatatlan űrt és feszültséget keltve közöttük az agorafóbiára hajlamos egyénben.

## Nemek közötti eloszlás
Nagyobb százalékban válnak nők, mint férfiak a pánikbetegségek áldozatává. Ezt a 20. század női szerepének átformálódásával magyarázzák. A nőket kezdettől fogva nem arra nevelik, hogy szembenézzenek a nehézségekkel, félelmeikkel. Nem bátorították őket a küzdésre, szabadságra, önállóságra. Régebben az ideális nem az önálló nő volt, hanem a függőségben levő. A gyermekmesék is azt a fajta viselkedésmintát közvetítik, hogy mindig a lányok azok, akik megmentésre szorulnak. Ha egy nő kikerül a biztonságos környezetből és önálló döntések meghozatalára kényszerül, melynek következményei vannak, melyeket elviselni sokaknak nem jelent könnyű dolgot. Az efféle szituációk hozzák olyan helyzetekbe, melyekből ösztönösen menekülni kényszerülnek.

## Az agorafóbia tágabb értelmezése

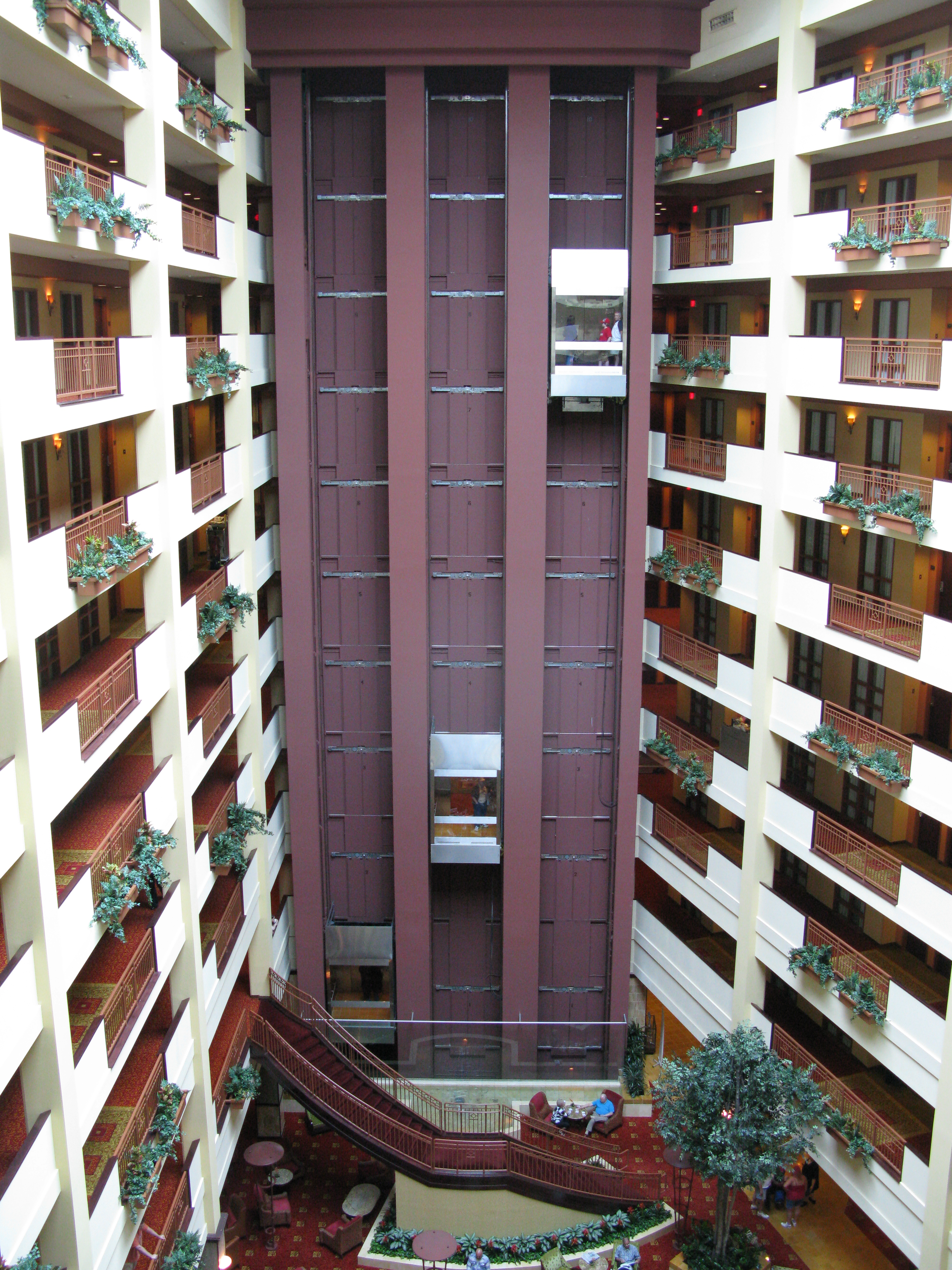
Szálloda átlátszó oldalú liftjei (szemben), amikbe sokan nem mernek beszállni

Az agorafóbia tágabb értelmezésébe tartozik a klausztrofóbia is, mely a bezártságtól való félelmet jelenti.[forrás?] Ezt azzal támasztják alá, hogy az agorafóbiás fél a közlekedéstől is, tehát nem mer felszállni egy buszra vagy vonatra, mivel ott be van zárva és nem tud bármikor kiszállni.
Foley és munkatársainak kutatása szerint a pánikbetegségek többsége feltehetően genetikai vagy egyéb biológiai tényezők miatt az átlagosnál jobban ki van téve a rendellenesség veszélyeinek. A zavar ugyanis családi halmozódású. Ez nem feltétlenül jelenti azt, hogy a betegség kialakulásában kizárólag genetikai tényezők vesznek részt. Azonban ez ikervizsgálatokkal alátámasztható. A minden tekintetben azonos örökölt vonásokkal rendelkező egypetéjű ikrek esetében az ikrek egyikénél kialakult pánikzavar a testvér veszélyeztetettségét jelzi, mégpedig sokkal nagyobb mértékben, mint a kétpetéjű ikreknél, akik nem hasonlítanak genetikailag egymásra jobban, mint az egyszerű testvérek. Az ikervizsgálatok kimutatták, hogy az ikrek egyikének megbetegedésekor egypetéjű ikreknél kétszer olyan gyakori az ikertestvér megbetegedésének veszélye, mint a kétpetéjű ikreknél.

## „Üss vagy fuss"
Az „üss vagy fuss” vészhelyzetre adott testi válaszmintázat, mely arra szolgál, hogy fenyegető helyzet esetén a szervezetet menekülésre, vagy annak leküzdésére készítse fel. Ebben a helyzetben a pupilla kitágul, a szívverés és a légzés szaporább lesz, csökken a nyálelválasztás és az emésztőrendszer aktivitása, az erek pedig összehúzódnak. Pánikbetegeknél ez a válasz túlreagálódik, és így bármikor elhatalmasodhat a pánik. Ezt a folyamatot részben irányító agyi területek, különösen a limbikus rendszer károsodása okozza. Természetesen ez nem elég a pánikbetegség kialakulásához, mivel az erre hajlamos emberek saját fiziológiai jelzéseikre fokozott figyelmet fordítanak, és testi állapotaikat könnyen katasztrofizálják, azaz a lehető legnegatívabb módon értelmezik.

## Kezelése
Az agorafóbia kialakulásában és fennmaradásában fontos szerepet játszik az elkerülő viselkedés megnyugtató hatása, ezért a kognitív viselkedésterápia az elkerülő viselkedés megszüntetésére irányul. Ennek egyik ismert eszköze, hogy a páciens először csak relaxált állapotban elképzeli, hogy sétálgat az utcán vagy utazik a buszon. Ha már képzeletben eljut addig a szintig, hogy el tudja viselni a szorongást, akkor fokozatosan az életben is elkezdi gyakorolni a közlekedési helyzeteket. Ilyenkor nagy segítségére lehet a család, akik kísérgetik a beteget úgynevezett gyakorló útjain. A tapasztalatok azt mutatják, hogy azok gyógyulnak meg, akik vállalni tudják, hogy félelmeik ellenére gyakorolnak. Ha a beteg minden gyakorlásnál azt tapasztalja, hogy nem következik be soha, amitől korábban rettegett, szorongása lassan oldódik. Az agorafóbiás kezdeti szorongását, hogy egyáltalán meg lehessen kezdeni a deszenzitizációs terápiát, szorongáscsökkentő gyógyszerekkel lehet támogatni, bár meg kell jegyezni, hogy a tapasztalatok szerint ez csökkenti a terápia hatékonyságát.

## Híres agorafóbiások
- Rose McGowan (1973–), amerikai színésznő
- Bolesław Prus (1847–1912), lengyel újságíró és novellista
- Howard Hughes (1905–1976), amerikai pilóta, film producer és filantropista
- H. L. Gold (1914–1996), sci-fi szerkesztő;
- Woody Allen (1935–), amerikai színész, zenész
- Brian Wilson (1942–), amerikai énekes és dalszövegíró
- Paula Deen (1947–), amerikai séf
- Olivia Hussey (1951–), angol-argentin színésznő
- Kim Basinger (1953–), amerikai színész
- Daryl Hannah (1960–), amerikai színész
- Peter Robinson (1962–), brit zenész, Marilyn néven ismert
- Shirley Jackson (1916–1965), amerikai író